# Jimmy Hayes
Pour les articles homonymes, voir Hayes.
James Ryan Hayes, dit Jimmy Hayes (né le 21 novembre 1989 à Dorchester dans l'État du Massachusetts aux États-Unis et mort le 23 août 2021 à Milton au Massachusetts) est un joueur professionnel américain de hockey sur glace qui évoluait au poste d'ailier droit.

## Biographie
Après une saison avec les Stars de Lincoln de l'United States Hockey League, Hayes est repêché par les Maple Leafs de Toronto au 60e rang lors du repêchage d'entrée dans la LNH 2008. À partir de cette même année, il joue trois saisons avec les Eagles de Boston College. Pendant son parcours universitaire, en juin 2010, les Maple Leafs l'échangent aux Blackhawks de Chicago contre un choix de deuxième tour au repêchage de 2010. 
Il fait ses débuts en tant que professionnel lors de la saison 2010-2011 en jouant sept matchs avec le club-école des Blackhawks, les IceHogs de Rockford de la Ligue américaine de hockey. La saison suivante, il fait ses débuts dans la LNH et joue, avec les Blackhawks, 31 matchs ainsi que deux matchs éliminatoires.
Après trois saisons à jouer entre les Blackhawks et les IceHogs, il est échangé le 14 novembre 2013 aux Panthers de la Floride avec Dylan Olsen contre Kris Versteeg et Philippe Lefebvre.
Le 1er juillet 2015, il est échangé aux Bruins de Boston contre Reilly Smith et le contrat de Marc Savard. Le 6 juillet 2015, il signe avec les Bruins pour trois saisons et un total de 6,9 millions de dollars.
Le 29 décembre 2015, il marque son premier tour du chapeau face aux Sénateurs d'Ottawa. Il termine avec 29 points lors de la saison 2015-2016.
Son frère Kevin est également joueur de hockey professionnel. Il est aussi le petit-cousin des joueurs Tom Fitzgerald et Keith Tkachuk.
Il est retrouvé mort chez lui à Milton le 23 août 2021. Le rapport médico-légale identifiera qu'il est décédé des suites d'une surdose au Fentanyl et à la Cocaïne.

## Statistiques

### En club
| Saison     | Équipe                            | Ligue      |     | Saison régulière | Saison régulière | Saison régulière | Saison régulière | Saison régulière |   | Séries éliminatoires | Séries éliminatoires | Séries éliminatoires | Séries éliminatoires | Séries éliminatoires |
| Saison     | Équipe                            | Ligue      | PJ  | B                | A                | Pts              | Pun              | PJ               | B | A                    | Pts                  | Pun                  |                      |                      |
| 2006-2007  | USNDP -18 ans                     | NAHL       | 14  | 6                | 8                | 14               | 4                | -                | - | -                    | -                    | -                    |                      |                      |
| 2007-2008  | USNDP -18 ans                     | NAHL       | 19  | 2                | 8                | 10               | 6                | -                | - | -                    | -                    | -                    |                      |                      |
| 2007-2008  | Stars de Lincoln                  | USHL       | 21  | 4                | 11               | 15               | 18               | 8                | 4 | 5                    | 9                    | 8                    |                      |                      |
| 2008-2009  | Eagles de Boston College          | HE         | 36  | 8                | 5                | 13               | 22               | -                | - | -                    | -                    | -                    |                      |                      |
| 2009-2010  | Eagles de Boston College          | HE         | 42  | 13               | 22               | 35               | 14               | -                | - | -                    | -                    | -                    |                      |                      |
| 2010-2011  | Eagles de Boston College          | HE         | 39  | 21               | 12               | 33               | 24               | -                | - | -                    | -                    | -                    |                      |                      |
| 2010-2011  | IceHogs de Rockford               | LAH        | 7   | 0                | 0                | 0                | 2                | -                | - | -                    | -                    | -                    |                      |                      |
| 2011-2012  | Blackhawks de Chicago             | LNH        | 31  | 5                | 4                | 9                | 16               | 2                | 0 | 0                    | 0                    | 15                   |                      |                      |
| 2011-2012  | IceHogs de Rockford               | LAH        | 33  | 7                | 16               | 23               | 11               | -                | - | -                    | -                    | -                    |                      |                      |
| 2012-2013  | IceHogs de Rockford               | LAH        | 67  | 25               | 20               | 45               | 23               | -                | - | -                    | -                    | -                    |                      |                      |
| 2012-2013  | Blackhawks de Chicago             | LNH        | 10  | 1                | 3                | 4                | 0                | -                | - | -                    | -                    | -                    |                      |                      |
| 2013-2014  | Blackhawks de Chicago             | LNH        | 2   | 0                | 0                | 0                | 0                | -                | - | -                    | -                    | -                    |                      |                      |
| 2013-2014  | IceHogs de Rockford               | LAH        | 13  | 4                | 4                | 8                | 2                | -                | - | -                    | -                    | -                    |                      |                      |
| 2013-2014  | Panthers de la Floride            | LNH        | 53  | 11               | 7                | 18               | 18               | -                | - | -                    | -                    | -                    |                      |                      |
| 2014-2015  | Panthers de la Floride            | LNH        | 72  | 19               | 16               | 35               | 20               | -                | - | -                    | -                    | -                    |                      |                      |
| 2015-2016  | Bruins de Boston                  | LNH        | 75  | 13               | 16               | 29               | 60               | -                | - | -                    | -                    | -                    |                      |                      |
| 2016-2017  | Bruins de Boston                  | LNH        | 58  | 2                | 3                | 5                | 29               | -                | - | -                    | -                    | -                    |                      |                      |
| 2017-2018  | Devils du New Jersey              | LNH        | 33  | 3                | 6                | 9                | 6                | -                | - | -                    | -                    | -                    |                      |                      |
| 2017-2018  | Devils de Binghamton              | LAH        | 3   | 0                | 2                | 2                | 0                | -                | - | -                    | -                    | -                    |                      |                      |
| 2018-2019  | Penguins de Wilkes-Barre/Scranton | LAH        | 72  | 15               | 15               | 30               | 25               | -                | - | -                    | -                    | -                    |                      |                      |
| Totaux LNH | Totaux LNH                        | Totaux LNH | 334 | 54               | 55               | 109              | 149              | 2                | 0 | 0                    | 0                    | 15                   |                      |                      |

### En équipe nationale
| Année | Équipe         | Compétition                  |   | PJ | B | A | Pts | Pun               |  | Résultat |
| 2007  | États-Unis U18 | Championnat du monde -18 ans | 7 | 1  | 2 | 3 | 2   | Médaille d'argent |  |          |
| 2009  | États-Unis U20 | Championnat du monde junior  | 6 | 2  | 0 | 2 | 2   | 5e place          |  |          |
| 2014  | États-Unis     | Championnat du monde         | 8 | 0  | 1 | 1 | 2   | 6e place          |  |          |